# Tokyo Metro série 08
La série 08 (08系, 08-kei) du Tokyo Metro est un type de rame automotrice exploitée depuis 2003 sur la ligne Hanzōmon du métro de Tokyo au Japon.

## Description
La série 08 comprend 6 rames construites par Nippon Sharyo. Les rames sont composées de 10 voitures avec des caisses en aluminium.
L'espace voyageurs se compose de banquettes longitudinales. Des espaces accessibles aux personnes en fauteuil roulant et en poussette sont disponibles dans les voitures 3 et 9.

## Histoire
La série 08 a été mise en service en 2003 pour augmenter la capacité de la ligne Hanzōmon, qui a été prolongée de Suitengumae à Oshiage en mars 2003.

## Services
Affectées à la ligne Hanzōmon, les rames circulent également sur les lignes de banlieue interconnectées :
- ligne Tōkyū Den-en-toshi,
- ligne Tōbu Skytree,
- ligne Tōbu Isesaki,
- ligne Tōbu Nikkō.

## Galerie photos

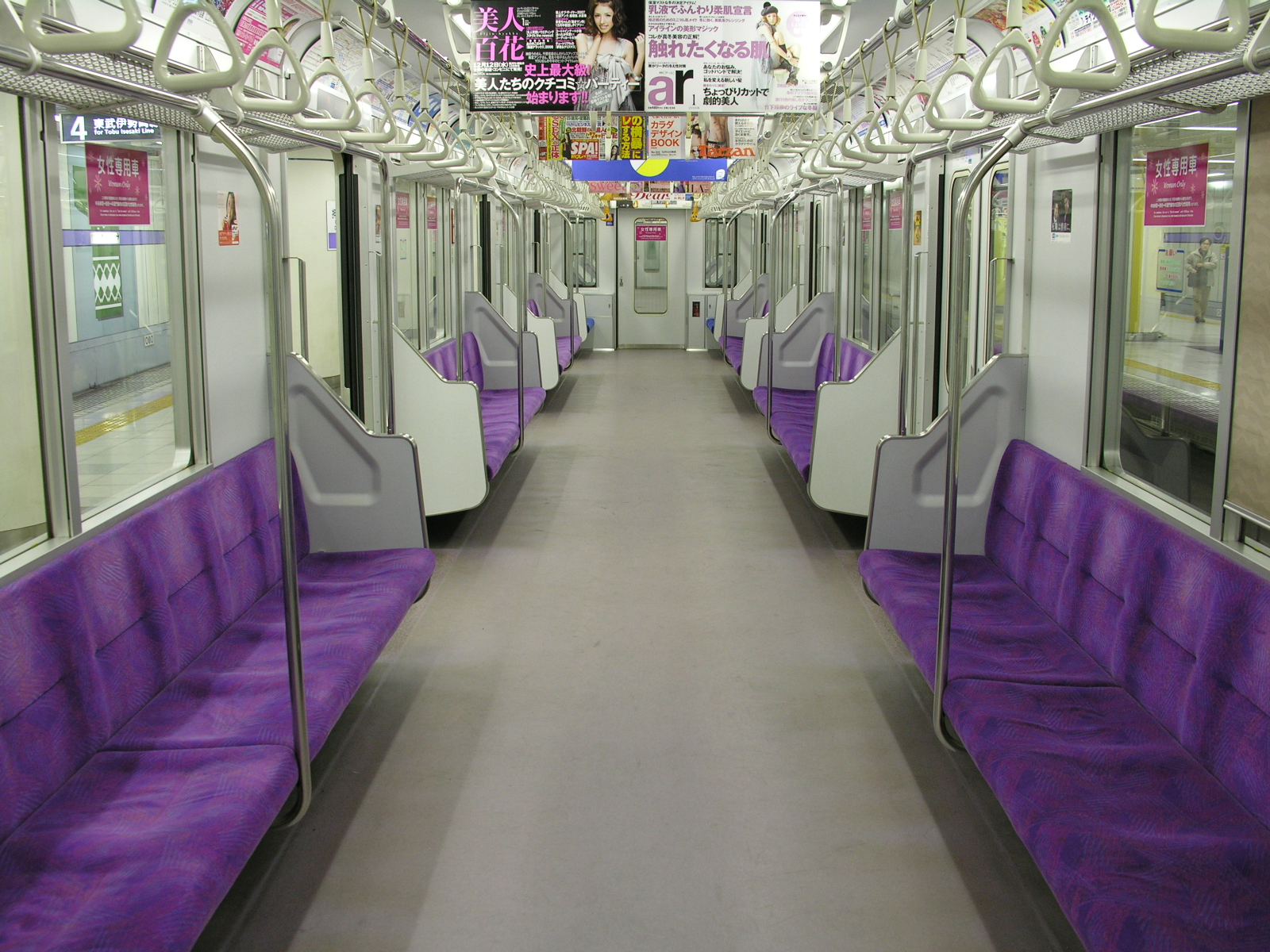
Intérieur de la rame.
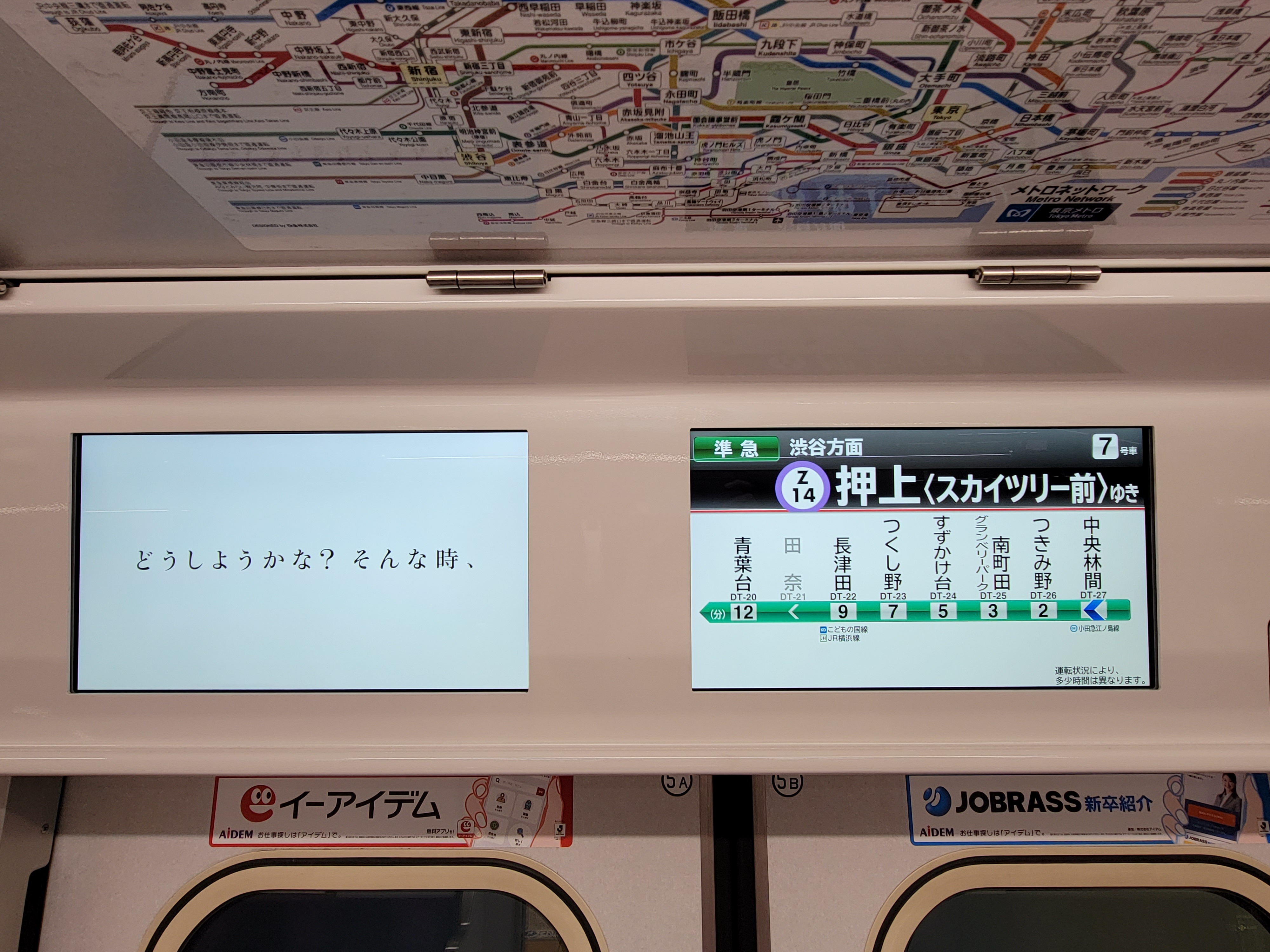
Ecrans d'information voyageurs.
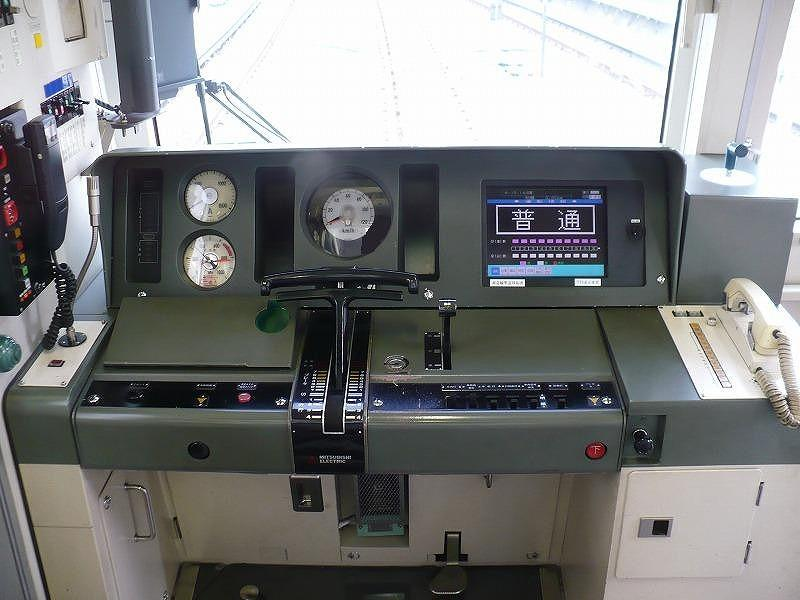
Cabine de conduite.